# Cmentarz parafialny w Lądku-Zdroju
Cmentarz parafialny w Lądku-Zdroju (niem. : Neuer Katholischer Friedhof in Bad Landeck) – jeden z dwóch i największy cmentarz w Lądku-Zdroju, położony przy ulicy Śnieżnej 12.

## Położenie
Cmentarz położony jest w zachodniej części miasta, 300 m na południe od rynku, w pobliżu głównej drogi wiodącej w kierunku Stronia Śląskiego. Na północy i zachodzie graniczy on z ogródkami działkowymi, zaś na południu z nieużytkami rolnymi. Od strony wschodniej jego zabudowania przylegają do ulicy Śnieżnej. Zarządcą cmentarza od samego początku jest miejscowa, katolicka parafia Narodzenia Najświętszej Maryi Panny.

## Historia
Cmentarz został założony w 2. połowie XIX wieku przez miejscową parafię katolicką, ze względu na brak miejsc do pochówku na starym cmentarzu, mieszczącym się nieopodal. Grzebano na nim zmarłych niemieckich mieszkańców Lądka-Zdroju wyznania katolickiego.
Po zakończeniu II wojny światowej cmentarz został przejęty przez Polaków po włączeniu ziemi kłodzkiej w granice państwa polskiego. Pod koniec lat siedemdziesiątych XX wieku obszar nekropolii powiększono poprzez przyłączenie do niej terenów dawnego cmentarza ewangelickiego, który znajdował się w rękach katolików po 1945 roku. Przy tej okazji zburzono większość muru oddzielającego oba cmentarze. Ostatnie poszerzenie terenu nekropolii w kierunku południowym miało miejsce na przełomie 2010 i 2011 roku.

## Układ cmentarza
Założenie cmentarne obejmuje obszar kilku hektarów z działami o prostokątnym lub kwadratowym kształcie z licznym drzewostanem. Swoim kształtem cały teren nekropolii przypomina wydłużony prostokąt, przez którego środek na osi północ-południe przechodzi główna aleja, od której odchodzą w kierunkach zachód, wschód boczne alejki. Cmentarz zasadniczo składa się z trzech części: najstarszej – katolickiej z końca XIX wieku, nowszej – ewangelickiej z początku XX wieku oraz najmłodszej z początku XXI wieku.

## Główne obiekty
Do ważniejszych obiektów znajdujących się na lądeckim cmentarzu parafialnym należy zaliczyć:
- główną bramę wejściową – noszącą w sobie elementy eklektyczne,
- kamienny krzyż pasyjny – wykonany w 1877 roku przez miejscowego rzeźbiarza Augusta Kleina,
- kaplicę cmentarną – ufundowaną w 1908 roku przez Adolfa Kessela na potrzeby pogrzebów zmarłych mieszkańców lokalnej wspólnoty protestanckiej.

## Ważniejsze osobistości spoczywające na cmentarzu
Na cmentarzu parafialnym znajdują się groby znanych osób, w tym m.in.:
- Aleksandra Ostrowicza (1839 – 1903), uznanego za pioniera turystyki na ziemi kłodzkiej[8],
- Adolfa Kessela (1824-1902), generalnego dyrektora Towarzystwa Akcyjnego Budowy Lokomotyw[9].